# 福岡商業施設女性刺殺事件
福岡商業施設女性刺殺事件（ふくおかしょうぎょうしせつじょせいしさつじけん）とは、2020年（令和2年）8月28日に福岡県福岡市中央区の商業施設「MARK  IS 福岡ももち」で発生した無差別殺人事件である。福岡通り魔殺人事件、福岡女性刺殺事件とも呼称される。
人が賑わう商業施設で起きた無差別殺人事件だったこと、少年院を退院したばかりの15歳の少年が犯人だったことから、大きな社会問題としてとりあげられた。

## 概要
2020年8月28日午後7時ごろ、福岡県福岡市中央区の商業施設「MARK IS 福岡ももち」の1階の女子トイレで、同施設で万引きした包丁を持った15歳の少年（以下X）が21歳の女性Aがトイレの個室から出てきたところで包丁を突き付けた。女性はXに対して自首をするようにXを窘めた。しかしXは「見下された」「馬鹿にされた」と思い込み逆上し、Xは2本の包丁で女性に襲いかかり、女性は左胸や首などを十数回刺されて死亡した。少年は女性を殺害した後、施設1階を包丁を手に歩き回り、近くにいた6歳の女児とその母親を見つけ、逃げる時の盾にしようと考えて女児に馬乗りになり女児に刃物を向けて脅迫し、女児に包丁を振り下ろそうとした直後、たまたま居合わせた福岡市消防局の男性が体当たりするなどして犯行を止め、警備員らが少年を取り押さえた。
少年はその場で銃砲刀剣類所持等取締法違反で現行犯逮捕された。少年は逮捕時、同店舗から盗んだとみられる刃物2本を所有していた。被害者はいずれも少年とは面識がなかった。福岡県警察本部生活安全部少年課は8月30日、少年を銃刀法違反容疑のほか、取り押さえられる際に6歳女児を包丁で脅したとして暴力行為等処罰法違反容疑で福岡地方検察庁に送検し、9月9日に殺人容疑で再逮捕した。少年は取調べに対して、「殺すつもりで刺した」と容疑を認めている。

## 加害者X
事件当時15歳だった加害者の少年Xは、3人兄弟の末っ子として鹿児島県薩摩半島の南端に位置する小さな集落で生まれ育った。Xは幼児期の頃から重度の虐待にさらされており、3歳児健診の時には既に注意散漫や多動や粗暴性を指摘され、さらに保育所での粗暴行為も顕著になり、他の児童へ噛み付いたり、職員への暴力などが見られ、Xが癇癪を起こして大暴れして保育士が骨折したという報告もあった。
Xの家族や親族には精神的に不安定な者が多く、母親にはXと同様に発達障害があり、父方の祖父の証言によればXよりも母親のほうが障害の程度が深刻だったという。また、児童相談所の記録によるとXの母は家事育児能力が欠如しており、小学校の担任の調書には「母親は長女には関わるが、他の2人の兄弟には薄弱」という記載があった。母親はこどもたちに食事を与えないなど慢性的な育児放棄をしていた上、朝ごはんをせがんだXなどに対して母親が「何起こしてんだクソガキが、ぶっ殺すぞお前」と叫んで包丁を振り回したり、Xに対して常日頃から「死ね」「死ねばいい」などの暴言を浴びせるといった心理的虐待や、こどもたちの目の前でも夫婦で性交をしたり、兄弟が未就学児の頃からアダルトコンテンツを買い与えたり、性的行為を行ったり、性行為を強要するなどの慢性的な性的虐待を行っており、さらには精神科病院に入院中のXに対してアダルト雑誌の差し入れをしようとして、それを精神科医に咎められた際に母親が医師に対して「うちは性にオープンな家庭だから」と説明することもあったという。
Xの兄は幼少期から父親から暴力を受けており、兄もXに対して殴る蹴る、モノを使って殴打する、エアガンで顔面などを撃つ、首を締めるなどの暴力を日常的に振るっていた。さらにXが8歳から10歳の頃には兄がXに性器や肛門を舐めさせるといった性的虐待を行っていた上、母親に対しても自慰行為の補助をさせたり、胸を舐めるなどの性的行為を行っており、そのことが原因で兄が児童相談所に一時保護されたことがあった。　
刑事裁判で行われたXの情状鑑定では第三者による複数の証言がある虐待行為のみが採用されたが、鑑定医によると、その他にも親や兄などによる性的暴行を含む様々な虐待が行われていたという。
Xは2012年に小学校に入学するが、ここでもXの粗暴性は継続し、他の児童の首を締めたり、教諭に「殺すぞ」と暴言を吐くといった問題行動を毎日のように繰り返し、さらには1年〜2年の時に陰毛が生えるなどの異常な体の発達が見られ、さらに1日に何度も人目も気にせずに自慰行為をするようになった。2014年に父親が不倫をした事がきっかけで両親が別居になってからは他児への暴力が頻発して精神科に入院となり、小学5年生の頃には兄との喧嘩で包丁を使うなどのトラブルを起こしたため、病院や養護施設、児童自立支援施設などを転々としていた。これらの施設ではXの特性に合った教育や虐待のトラウマ治療などが全く行われていなかったこともあり、職員などに対する暴力行為が続いた。
2017年には両親の離婚が成立し、Xはその翌年に国立の治療施設に入所するが、ここでも暴力行為や無断外出が見られ、さらには強化ガラスを消火器で割ろうとした事からXは鑑別所に入所。そしてXは14歳だった2019年に少年院に送致された。Xはこの少年院で約10ヶ月を過ごした後に中学3年の夏休みに退院する事が決まり、母親が身元引受人になる予定だったが、直前になって母親は金銭的な理由で引き受けを拒否。再び母親の元で暮らすことを望んでいたXは自分のことを切り捨てた母親に対して強い反発心を抱き、自暴自棄になっていった。2020年8月にXは少年院を仮退院して福岡県田川市の更生保護施設に入所した。しかしXは入所翌日に施設を抜け出した。コンビニで出会った若い男性に「お金に困っており、泊めてほしい」と何度も頼み込んだ。男性からは断られたものの、現金3千円を貰ったため、その金でコンビニで避妊具などを購入した。

### 事件当日
Xは午前7時過ぎ、バスで福岡市の天神に到着し、事件現場である商業施設に着く前に福岡PayPayドームの近くにある別のスーパーで包丁を物色し、包丁2本セットを万引き。そしてXが外を歩いていたところ、スタイルのいい女性（被害者とは別の女性）を見かけて、Xは「性行為がしたい」と思った為にその女性についていき、そのまま商業施設に到着。午後6時半過ぎに商業施設に到着し、施設内の店舗で包丁2本を万引き。午後7時半前、買い物に訪れていた被害者のAとその友人女性を見つけてトイレについていき、本事件が発生した。

## 刑事裁判
Xは約3カ月間の鑑定留置を受け、12月24日、検察はXを殺人などの非行事実で家庭裁判所に送致した。2021年1月18日、鹿児島家庭裁判所は「少年院などで資質上の問題性を改善するのは著しく困難」であるとしてXの逆送致を決定した。16歳未満の逆送は極めて異例のことであり、2001年以降で殺人罪に問われた犯行当時16歳未満の少年の逆送がなされるのは、2005年に発生した板橋区管理人夫婦殺害事件の加害少年（当時15歳）と2015年に発生した横浜家族殺害事件の加害少年（当時15歳）に続き、本件は3例目となった。鹿児島地検は22日、事件を福岡地検に移送した。2021年1月28日福岡地検は、Xを殺人罪などで福岡地裁に起訴した。

### 初公判
2022年7月6日、福岡地裁（武林仁美裁判長）でXの初公判が開かれた。Xは起訴内容を認めた。検察側は冒頭陳述にて「少年は性的な行為をしようと、被害者のあとをつけて殺害した。小学生の頃から他人に暴力を振るうなど粗暴さが指摘され、施設に入所するなどしていて、刑事罰を科すのが相当だ」と主張し、弁護側は幼少期から家庭内で暴力を受けるなど不適切な養育環境にあったとしたうえで「入所した施設などでも適切な治療や支援を受けてこなかった。このまま社会に復帰すれば一層孤立し、再び同じことが繰り返される」と主張し、刑事罰ではなく、少年院での更生を求めた。
そして翌日の2022年7月7日には第2回公判が開かれた。Xは被告人質問にて、弁護側に家庭環境などについて聞かれると「親とうまくいかなかった、兄弟ともうまくいかなかった」「喧嘩でよく兄に首を絞められた」などと明かし、弁護側に「病院に行っていたが、何を診断されたのか」と問われると「病院でADHDと診断された」と説明、家族の態度が変わったかを聞かれると「みんなが変わったし、母親が一番変わった」「（母親が）腫れ物に触るような感じになった」と述べた。
- 包丁を万引きした理由については「空腹だったので自殺をしようとした」と主張、性的目的が本音だったかについては「自暴自棄だったので性的目的と答えた」と主張した[34]。

- 被害者Aに包丁を向けた理由については「自分の悪い癖で、何も言わないでも、自分が困ってる状況を分かってくれるだろうと思い自分勝手な行動に出た」と説明し、また、Xは被害者Aに包丁を向けるとAに包丁の持ち手を持って、自首を勧められたと証言し、それに対してXは「母親の姿と重なって怒ってしまった」「少年院を出るとき、引き取り手として母の元へと話が進んでいたのに、直前になって断られて、期待した気持ちが強かったので、その気持ちが重なった」と説明した。女性殺害の状況について聞かれると、Xは被害者Aに包丁を向けた後、Aが包丁を掴んだまま揉み合いになり、包丁が床に落ちてしまい、（女性を）ずっと押さえるのが無理だったので、別の包丁でとっさに刺したと主張した[34][10]。

- Xは弁護側に「（被害者に）謝罪の言葉はあるか」と聞かれると、「将来や、色んなものを奪ってしまったことを申し訳ないと思う」と謝罪の言葉を述べ、弁護側に「被害者の家族には？」と聞かれると「自分が生活を壊してしまったと思います」と述べたものの、Xは弁護側に「ごめんなさいの言葉はある？」と聞かれても「特にないです」と答え、結局、被害者Aの遺族に謝罪の言葉を述べる事はなかった。そして被害者側の代理人弁護士が質問に立ち、弁護士は「あなたがこの事件に向き合っていると思えない」と説論し、Xに自身の更生などについてを聞くと、Xは「人間クズはクズのまま変われないと思う」「できないと思う」と答えた[34][10][21]。

- Xは裁判長から「あなたの大切な人を殺されたらどうする？」と聞かれると、Xは「すぐに仕返しに行く」と答えたものの、再び裁判長に「自分の大切な人が殺された遺族には何か言わないといけないんじゃないのか」と問われると、Xは「それとこれは別なので、何も思わない」と述べた。さらに裁判長はXが家庭裁判所の審判で「1人ぐらい死んでも構わない」と言った理由について問いただすと、Xは「それほど他人の死に、あまり興味がなかった」と答え、さらにXは被害者Aの遺族に宛てて謝罪文を2回ほど書いたといい、この謝罪文について聞かれると「本心ではなかった」「そうした方がいいかなと思って書いた。形として謝罪文を残した方がいいと思った」と述べた[10]。

### 論告・求刑
7月15日には第5回公判が開かれ、午前に被害者Aの母親が出廷し、これまでの審理について「娘が置き去りにされているようでどうしようもない気持ちです。犯人の生い立ちや経歴ばかり問われているような気がして、遺族の事を考えて欲しいです」と訴え、Xについて「どうか一生刑務所に入れてください。極刑をお願いします」と涙ながらに語った。午後には検察側の論告と弁護側の最終弁論が行われ、検察側は「性的な行為をする目的で被害者の後をつけて女性トイレに侵入し、盗んだ包丁で複数回突き刺した」と指摘し「少年は更生施設や自立支援施設や少年院で矯正を試みたが改善せずに本件に至り、粗暴癖が根深く、更生の可能性は乏しい、保護処分は許容できない」「罪と向き合う時間があったのに向き合う兆しがない」「全く落ち度のない21歳という若さで尊い命が奪われた、まさに取り返しのつかない結果」と指摘し「無差別犯罪で、誰もが被害者になり得た。凶悪で戦慄を覚えるほど残虐」と激しく非難した。その一方で「人格形成の途中で未熟さがあることは否めない」「無期懲役は十分考慮に値するが、他の裁判と比較すると無期懲役もやや重い」としてXに対し、不定期刑の上限である懲役10年〜15年の不定期刑を求刑した。弁護側は最終弁論で「親ガチャに外れた子供に対して責任を問えるのでしょうか」「ちゃんと治療を受け、真っ当な大人になるよう願う。トラウマを放置し治療を怠れば再犯の可能性が高まる。まだ10代で若いうちだからこそ治療的養育が重要」と強調し、医療少年院への送致の保護処分の為に家庭裁判所へ移すように求めた。最後に裁判長に「言いたいことは」と聞かれたXは「特にないです」と答え、裁判は結審した。

### 第一審判決
7月25日、福岡地裁はXに対し懲役10年〜15年の不定期刑判決を下した。福岡地裁はXの一連の犯行を「性的な関心の下、全く落ち度がない被害者の後をつけて行った非常に凶悪な犯行」「通り魔的な極めて残虐な犯行で、2年が経った今でも反省や謝罪の姿勢を見せていなく、再犯の可能性が高いと言わざるを得ない」と指摘し、その上で「小学5年生以降、虐待を受ける事の無い施設などに入所していた為に人格的な未熟さや生育歴などを考慮するのにも限界があり、それを理由に保護処分に処すのは社会が許さない」「刑務所内で正しいルールなどを身に着ける事で更生も全く不可能ではない」などとして、求刑通りの判決を下した。裁判長はXが「クズはクズのまま変われない」と言っていた事に触れ、「しかし他方で『絶対に変わらないといけない』とも言った。遺族の壮絶な痛みに正面から向き合い、心から謝罪の気持ちを持てるよう願っています」と説論した。判決を受けた被害者Aの母親は「私はあの犯人を見ていましたけど、背伸びをしたり、あくびをしたり、反省している気持ちが全く無いと思う、正直に言うと私が殺してやりたいと思います」とコメントした。そして控訴期限となる8月8日までに弁護側、検察側の双方が控訴しなかった為に一審の懲役10年〜15年の判決が確定した。

## 民事裁判
少年Xが事件2日前まで入所していた少年院が適切な矯正教育を怠り、仮退院時の必要な情報共有も行わなかったなどとして、2023年3月10日、女性の遺族が国に対し約6170万円の損害賠償を求めて福岡地裁に提訴した。
代理人弁護士によると遺族側は、少年は幼少期から暴力行為が問題となっていたにもかかわらず、少年院で適切な処遇がされなかったと主張。仮退院時の医療的なケアも欠如しており、それまで処方されていた衝動性を抑える薬も処方されず、事件につながった一因になったとしている。
遺族側は同日、少年Xと母親に約7820万円の賠償を求める訴訟も起こした。

## その後
2024年6月、被害者の母親は服役中の少年Xに対し、「刑の執行段階等における被害者等の心情等の聴取・伝達制度」に基づいて自らの思いや質問を伝えた。その約1か月後に届いた返事で少年Xは謝罪や反省の言葉を記すことなく、「娘に抵抗されたとき、どう思ったか」の質問に「偽善者ですね」、「公判時と現在の気持ちに変化はあるか」の質問に「ノーコメント」、「娘を刺したとき何かを感じたか」の質問に「人はあっけなく死ぬんですね」、「私の話を逃げずに向き合って。謝罪の意味を必ず答えてほしい」の問いかけに「ごめんですね」などと答えた。また、職員が被害者の母親の質問を伝達した時、少年Xは手遊びをするなど落ち着きがなかったとされる。
2024年12月、Xと母親に損害賠償請求を求める裁判審理のあと被害者の母親は会見を開き「事件の背景には元少年と母親の関係があると思います。元少年の母親には事件に向き合い、考えてほしいです」と語った。